# Сарс (река)
Сарс — река в России, протекает по территории Пермского края и Республики Башкортостан. Длина реки составляет 135 км, площадь водосборного бассейна — 1370 км². Впадает в реку Тюй слева, в 0,9 км от её устья, близ села Новомуллакаево.

## Притоки
(км от устья)
- 23 км: Кунгак
- 67 км: Тана
- 80 км: Маш
- 84 км: Тига
- 88 км: Токарь
- 111 км: Чад
- 124 км: Сухой Сарс

## Данные водного реестра
По данным государственного водного реестра России относится к Камскому бассейновому округу, водохозяйственный участок реки — Уфа от Нязепетровского гидроузла до Павловского гидроузла, без реки Ай, речной подбассейн реки — Белая. Речной бассейн реки — Кама.
Код объекта в государственном водном реестре — 10010201112111100022937.